# Daixi, Fujian
Daixi är en köping i sydöstra Kina. Den ligger i Pingnan härad i staden Ningde i provinsen Fujian, omkring 84 kilometer norr om provinshuvudstaden Fuzhou.